# Cuveșdia, Arad
Cuveșdia este un sat în comuna Șiștarovăț din județul Arad, Banat, România.

## Legături externe

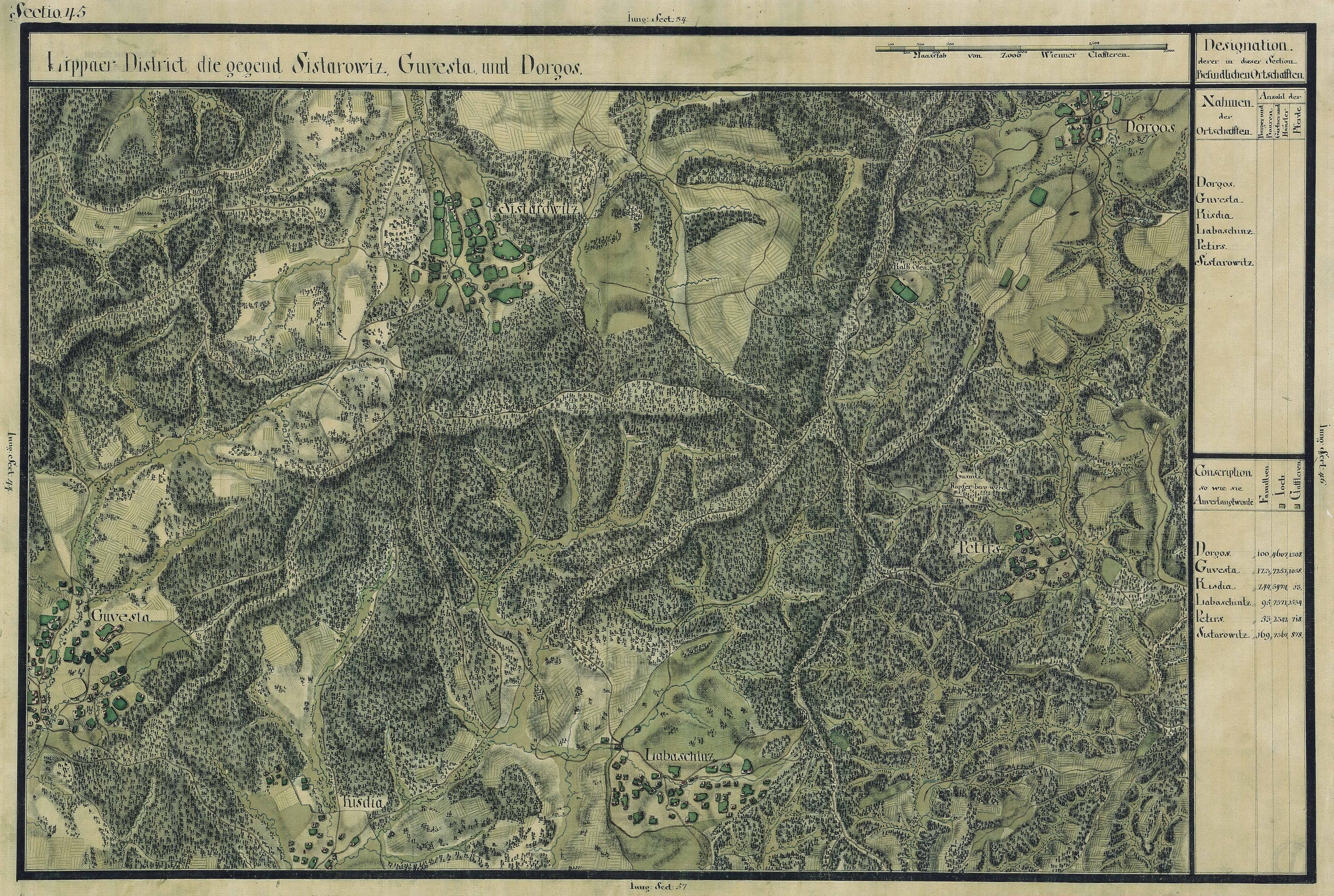
Cuveșdia în Harta Iosefină a Banatului, 1769-72